# Petit
Armando Gonçalves Teixeira (pronunție în portugheză [ɐɾˈmɐ̃du ɡõˈsaɫvɨʃ tejˈʃejɾɐ], n. 25 septembrie 1976, Strasbourg, Franța), cunoscut ca Petit, este un fost fotbalist internațional portughez, care activa ca mijlocaș defensiv.
El și-a primit porecla Petit datorită staturii sale mici, și a faptului că s-a născut în Franța.

## Goluri internaționale
| # | Dată              | Stadion                                         | Adversar    | Scor | Rezultat | Competiție                                             |
| - | ----------------- | ----------------------------------------------- | ----------- | ---- | -------- | ------------------------------------------------------ |
| 1 | 13 octombrie 2004 | Estádio José Alvalade, Lisabona, Portugalia     | Rusia       | 6–1  | 7–1      | Calificările pentru Campionatul Mondial de Fotbal 2006 |
| 2 | 13 octombrie 2004 | Estádio José Alvalade, Lisabona, Portugalia     | Rusia       | 7–1  | 7–1      | Calificările pentru Campionatul Mondial de Fotbal 2006 |
| 3 | 12 noiembrie 2005 | Estádio Cidade de Coimbra, Coimbra, Portugalia  | Croația     | 1–0  | 2–0      | Meci amical                                            |
| 4 | 27 mai 2006       | Complexo Desportivo de Évora, Évora, Portugalia | Capul Verde | 3–1  | 4–1      | Meci amical                                            |

## Palmares

### Club
Boavista
- Primeira Liga: 2000–01
- Supertaça Cândido de Oliveira: Finalist 2001

Benfica
- Primeira Liga: 2004–05
- Taça de Portugal: 2003–04;

Finalist: 2004–05
- Supertaça Cândido de Oliveira: 2005

### Națională
- Campionatul European de Fotbal:

Finalist: 2004
- Campionatul European de Fotbal Under-16 : 1996

### Individual
- Fotbalistul portughez al anului: 2001
- Portuguese Golden Ball: 2006

### Ordine
- Medalia Meritului, Order of the Immaculate Conception of Vila Viçosa (House of Braganza)[2]

## Statistici de club
|               |               |                 | Campionat | Campionat | Cupă             | Cupă             | Cupa Ligii   | Cupa Ligii   | Continent | Continent | Total   | Total  |
| Sezon         | Club          | Ligă            | Meciuri   | Goluri    | Meciuri          | Goluri           | Meciuri      | Goluri       | Meciuri   | Goluri    | Meciuri | Goluri |
| Portugalia    | Portugalia    | Portugalia      | Campionat | Campionat | Taça de Portugal | Taça de Portugal | Taça da Liga | Taça da Liga | Europe    | Europe    | Total   | Total  |
| ------------- | ------------- | --------------- | --------- | --------- | ---------------- | ---------------- | ------------ | ------------ | --------- | --------- | ------- | ------ |
| 1995–96       | Esposende     | Segunda Divisão | 26        | 1         | 0                | 0                | —            | —            | —         | —         | 26      | 1      |
| 1996–97       | Gondomar      | Segunda Divisão | 13        | 2         | 0                | 0                | —            | —            | —         | —         | 13      | 2      |
| 1997–98       | União Lamas   | Liga de Honra   | 31        | 3         | 2                | 0                | —            | —            | —         | —         | 33      | 3      |
| 1998–99       | Esposende     | Liga de Honra   | 30        | 3         | 4                | 1                | —            | —            | —         | —         | 34      | 4      |
| 1999–00       | Gil Vicente   | Primeira Liga   | 30        | 4         | 2                | 0                | —            | —            | —         | —         | 32      | 4      |
| 2000–01       | Boavista      | Primeira Liga   | 26        | 3         | 4                | 0                | —            | —            | 3         | 0         | 33      | 3      |
| 2001–02       | Boavista      | Primeira Liga   | 25        | 4         | 2                | 1                | —            | —            | 9         | 1         | 36      | 5      |
| 2002–03       | Benfica       | Primeira Liga   | 25        | 2         | 1                | 0                | —            | —            | —         | —         | 26      | 2      |
| 2003–04       | Benfica       | Primeira Liga   | 23        | 0         | 3                | 0                | —            | —            | 9         | 0         | 35      | 0      |
| 2004–05       | Benfica       | Primeira Liga   | 29        | 2         | 5                | 0                | —            | —            | 8         | 0         | 42      | 2      |
| 2005–06       | Benfica       | Primeira Liga   | 30        | 3         | 2                | 0                | —            | —            | 9         | 0         | 41      | 3      |
| 2006–07       | Benfica       | Primeira Liga   | 24        | 4         | 2                | 0                | —            | —            | 14        | 2         | 40      | 6      |
| 2007–08       | Benfica       | Primeira Liga   | 17        | 1         | 0                | 0                | 0            | 0            | 7         | 0         | 24      | 1      |
| Germania      | Germania      | Germania        | Campionat | Campionat | DFB-Pokal        | DFB-Pokal        | Altele       | Altele       | Europa    | Europa    | Total   | Total  |
| 2008–09       | 1. FC Köln    | Bundesliga      | 31        | 3         | 2                | 1                | —            | —            | —         | —         | 33      | 4      |
| 2009–10       | 1. FC Köln    | Bundesliga      | 32        | 1         | 4                | 0                | —            | —            | —         | —         | 36      | 1      |
| 2010–11       | 1. FC Köln    | Bundesliga      | 24        | 1         | 0                | 0                | —            | —            | —         | —         | 24      | 1      |
| 2011–12       | 1. FC Köln    | Bundesliga      | 0         | 0         | 0                | 0                | —            | —            | —         | —         | 0       | 0      |
| Total         | Portugalia    | Portugalia      | 329       | 32        | 27               | 2                | 0            | 0            | 59        | 3         | 415     | 32     |
| Total         | Germania      | Germania        | 87        | 5         | 6                | 1                | —            | —            | 0         | 0         | 93      | 6      |
| Total carieră | Total carieră | Total carieră   | 416       | 37        | 33               | 3                | 0            | 0            | 59        | 3         | 508     | 38     |